# 바지 (튀김)
바지(말라얄람어: ബജി, 칸나다어: ಬಜ್ಜಿ, 텔루구어: బజ్జి)는 인도 아대륙에서 유래한 프리터 (음식)의 일종이다. 흔히 양파와 같은 매콤한 채소로 만들어지며 여러 변종이 있다. 파키스탄에서 인기 있는 길거리 음식이다. 특히 다바 (고속도로)와 타프리(길거리)에서 길거리 노점상에서 판매되는 것을 볼 수 있다. 또한 영국 전역의 앵글로-인도 요리에서 흔한 스타터 또는 사이드 디시이다.
가장 큰 양파 바지에 대한 기네스 세계 기록은 2020년 2월 4일 올리 칸과 스테버니지의 수르마 테이크어웨이 팀이 만든 175.48 킬로그램 (386 lb 13 3⁄4 oz) 무게의 바지이다.

## 지역별 종류
남인도와 서인도 외 지역에서는 이러한 음식을 흔히 파코라라고 부른다. 변형으로는 고추 바지, 감자 바지, 양파 바지, 플랜테인 바지, 빵 바지(또는 빵 파코라)가 있다. 또 다른 변형으로는 본다(남인도), 바라(마하라슈트라), 고타(구자라트)가 있다. 본다는 감자 또는 혼합 채소 속을 채우며, 고타는 녹색 호로파 잎으로 만든다.

## 문화적 의미
바지는 전통적인 펀자브 파키스탄 및 구자라트, 마라티, 타밀, 칸나다, 텔루구 요리의 구성 요소로, 특별한 날과 축제에 제공된다. 일반적으로 커피, 차 (음료) 한 잔 또는 전통적인 야민과 함께 제공된다. 바나나고추는 미르치 바지를 만드는 데 사용된다.
양파 바지는 흔히 앵글로-인도 레스토랑에서 주 요리 전에 파파담 및 다른 인도 스낵과 함께 스타터로 먹는다. 샐러드와 레몬 조각, 또는 망고 차트니와 함께 제공될 수 있으며, 전통적으로 순한 맛으로 만들어진다.

## 사진

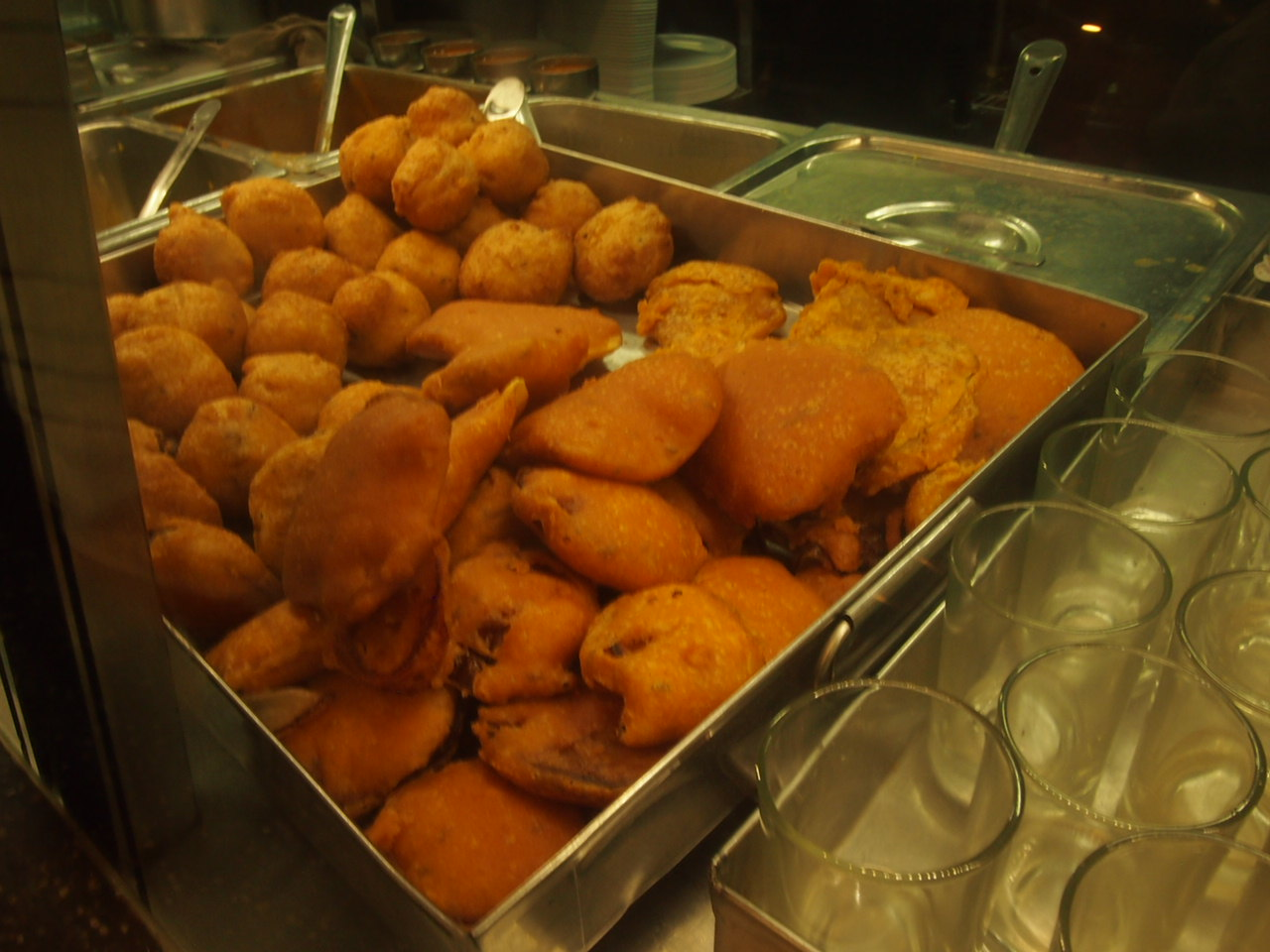
감자 바지
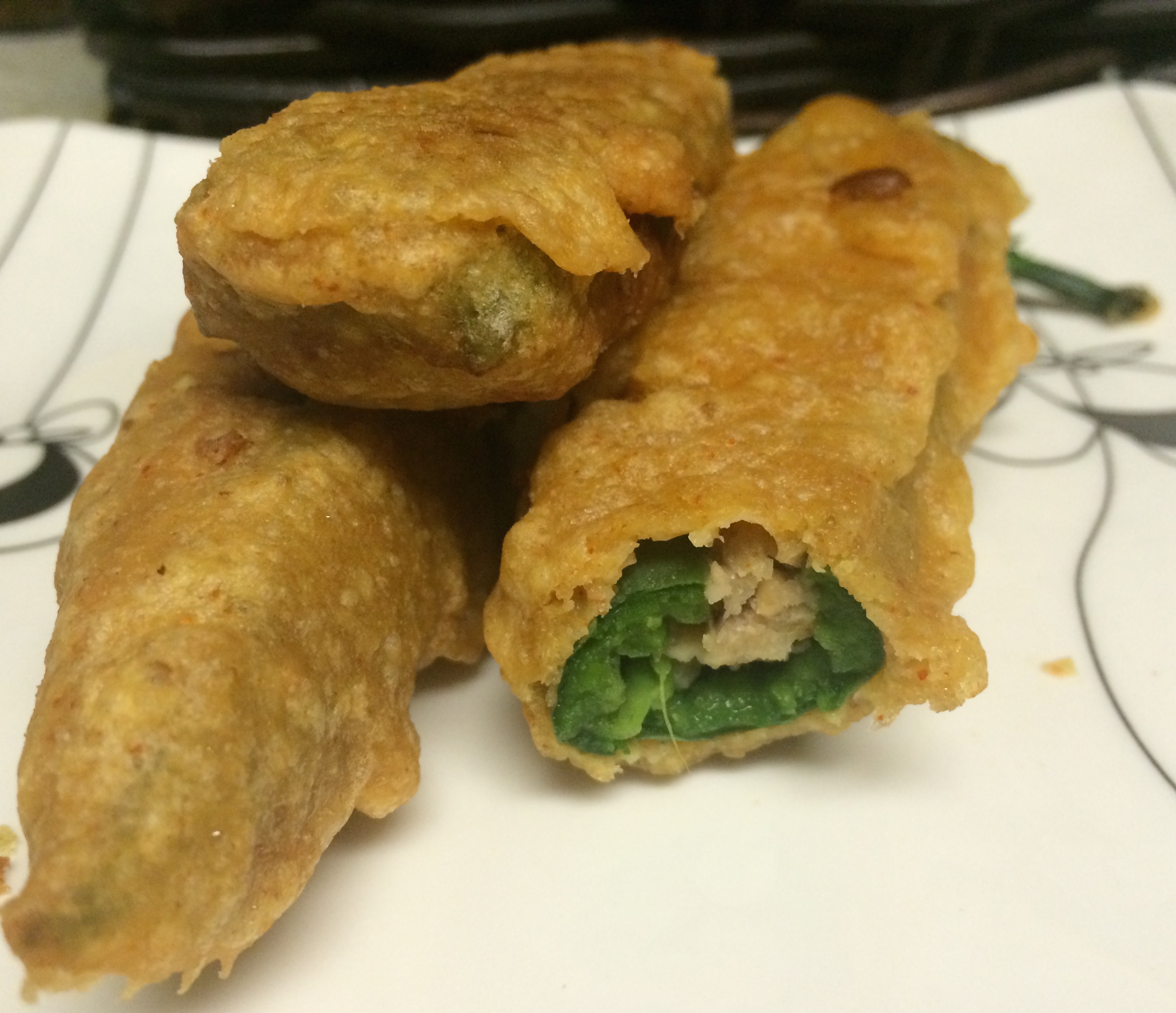
고추 바지
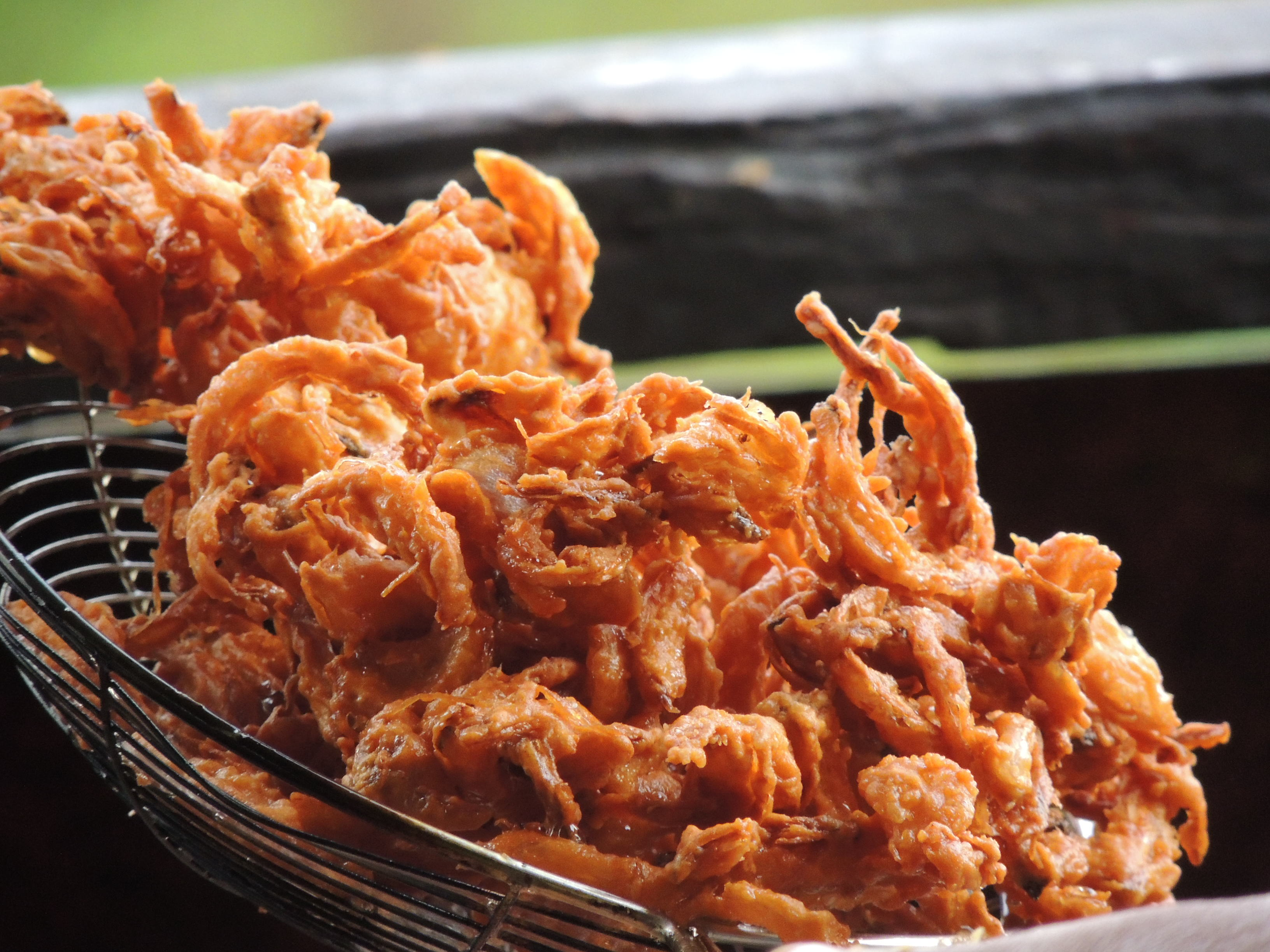
양파 바지

## 같이 보기
- 바라
- 본다
- 파코라